# Andreas Heraf
Andreas Heraf (Viena, 10 de setembro de 1967) é um ex-futebolista e treinador de futebol austríaco que jogava como volante. Atualmente está sem clube.

## Carreira
Heraf iniciou a carreira no Rapid Viena, em 1985, disputando 55 jogos e marcando 6 gols em 3 temporadas. Em 1988, permaneceu na capital austríaca, desta vez para defender o First, tendo atuado pelo clube até 1990.
Jogou ainda por Austria Salzburg (atual Red Bull Salzburg) e Vorwärts Steyr antes de voltar ao Rapid em 1995. A segunda passagem de Heraf durou até 1999, com 135 jogos e 21 gols marcados - somando o período entre 1985 e 1988, foram 190 partidas e 27 gols. Depois de ficar 6 meses sem clube, assinou com o FC Kärnten em 2000, disputando uma temporada antes de se aposentar aos 33 anos.

## Seleção Austríaca
A estreia de Heraf pela Seleção Austríaca foi num amistoso contra a Hungria, em abril de 1996, marcando seu único gol pelo Wunderteam na vitória por 3 a 1 sobre a Letônia, em junho de 1997. Convocado para a Copa de 1998, não foi utilizado em nenhum dos 3 jogos da Áustria na competição. No mesmo ano, encerraria sua carreira internacional na vitória por 4 a 1 sobre San Marino, partida válida pelas eliminatórias da Eurocopa de 2000.

## Carreira de técnico
Após trabalhar como auxiliar-técnico no Saarbrücken e técnico da equipe Sub-19 do Rapid Viena entre 2001 e 2003, Heraf estrearia como técnico principal no Austria Lustenau, onde ficou até 2005. Treinou ainda Schwanenstadt, FC Superfund e Parndorf antes de assumir as seleções de base da Áustria, comandando os times Sub-20 e Sub-17 durante 8 anos. Em abril de 2017, foi anunciado como diretor-técnico da New Zealand Football. Com a saída de Gareth Turnbull do comando da seleção feminina, exerceu o cargo interinamente em novembro e foi efetivado um mês depois.
Após declarar na coletiva de imprensa depois da partida contra o Japão que a seleção neozelandesa não tinha qualidade para jogar contra outras equipes, houve uma pressão para que Heraf fosse demitido, mas ele afirmou que tinha sido mal-interpretado e que permaneceria na função. Em julho de 2018, Heraf decidiu sair do comando técnico.
O ex-volante ainda treinou Floridsdorfer, SV Ried (onde também foi auxiliar-técnico), Türkgücü München, Schwarz-Weiß BregenzAustria Lustenau (segunda passagem) e BFC Dynamo.

## Títulos
Rapid Viena
- Campeonato Austríaco 1986–87, 1987–88, 1995–96
- Copa da Áustria: 1986–87, 1987–88, 1994–95

FC Kärnten
- Copa da Áustria: 2000–01